# سمساره جاودان
سمساره جاودان (انگلیسی: Immortal Samsara; چینی: 沉香如屑·沉香重华) یک مجموعه تلویزیونی چینی سال ۲۰۲۲ بر پایه رمان Agarwood Like Crumbs اثر سو مو است. در این مجموعه یانگ زی در تقش یان دان و چنگ یی در تقش یینگ یوان ایفای نقش کردند. پارت اول از ۲۰ ژوئیه تا ۱۷ اوت ۲۰۲۲ از یوکو پخش شد. پارت دوم از ۱۸ اوت تا ۲ سپتامبر ۲۰۲۲ پخش شد. یوکو در ۷ سپتامبر ۲ قسمت ویژه برای این مجموعه پخش کرد.

## بازیگران

### اصلی
- یانگ زی در نقش دان دان / بای پیائولیانگ

گل نیلوفر چهار برگ
- چنگ یی در نقش یینگ یوان / تانگ ژو / شوان یه

برادرزاده امپراتور بهشت، نام جاودانه: امپراتور یینگ‌یوان